# Eita et T-Hawk
 (février 2025).
Motif : Pas de source centrée
- Archive Wikiwix
- Bing
- Cairn
- DuckDuckGo
- E. Universalis
- Gallica
- Google
- G. Books
- G. News
- G. Scholar
- Persée
- Qwant
- (zh) Baidu
- (ru) Yandex
- (wd) trouver des œuvres sur Wikidata

| 1. | Préciser le motif de la pose du bandeau. | Précisez le motif de la pose du bandeau en utilisant la syntaxe suivante : {{admissibilité à vérifier\|date=mars 2025\|motif=remplacez ce texte par le motif}}                      |
| 2. | Informer les utilisateurs concernés.     | Pensez à avertir le créateur de l'article, par exemple, en insérant le code ci-dessous sur sa page de discussion : {{subst:avertissement admissibilité à vérifier\|Eita et T-Hawk}} |

 (octobre 2018).
Palmarès
4 fois Open the Twin Gate Championship
 2 fois Open the Triangle Gate Championship
Eita et T-Hawk est un duo de catch composée de Eita et T-Hawk. Le duo travaille pour la Dragon Gate, une fédération de catch japonaise.

## Carrière

### World Wrestling League (2013)
Le 7 juillet 2013, ils perdent contre Los Mamitos (Mr. E et Sexy B) dans un Four Way Match qui comprenait également El Hijo de Kato Kung Lee, Vengador Radioactivo, Heddi Karaoui et Zumbi, et ne deviennent pas les premiers WWL World Tag Team Champions.

### Dragon Gate (2013–2018)
Le 5 décembre 2013, ils font équipe avec Flamita et battent Mad Blankey (BxB Hulk, Cyber Kong et Yamato), remportant les Open the Triangle Gate Championship.
Trois jours plus tard, ils perdent les Open the Twin Gate Championship contre Mad Blankey (Naruki Doi et Yamato).
Le 22 décembre, ils perdent avec Flamita les Open the Triangle Gate Championship contre Jimmyz (Jimmy Susumu, Mr. Kyu Kyu Naoki Tanizaki Toyonaka Dolphin et Ryo "Jimmy" Saito) dans un Three-Way Elimination Match qui incluait également Oretachi Veteran-gun (CIMA, Dragon Kid et Masaaki Mochizuki).
Le 16 mars 2014, ils font équipe avec U-T et battent Jimmyz (Jimmy Kanda, Jimmy Susumu et Mr. Kyu Kyu Naoki Tanizaki Toyonaka Dolphin) pour remporter les Open the Triangle Gate Championship.
Le 14 juin, ils perdent leurs titres contre Mad Blankey (Cyber Kong, Kzy et Naruki Doi).
Le 20 juillet 2014, ils battent Monster Express (Akira Tozawa et Shingo Takagi) et remportent les Open the Twin Gate Championship pour la deuxième fois.
Plus tard, en novembre, ils refont équipe après que Eita ait rejoint VerserK, après avoir trahi Dragon Kid, révélant qu'il était le plus récent membre du clan. Ensemble, ils remportent le Early Christmas Tag Team Tournament en battant BxB Hulk et Kzy en finale.
Lors de Final Gate 2017, ils battent CIMA et Jimmy Susumu, et remportent les vacants Open the Twin Gate Championship pour la quatrième fois.
Le 13 janvier 2018, ils renomment avec les autres membres de VerserK le groupe qui s'appellera dorénavant ANTIAS.
Lors de Dead Or Alive 2018, ils perdent les titres contre MaxiMuM (Big R Shimizu et Ben-K).

## Palmarès
- Dragon Gate
  - 4 fois Open the Twin Gate Championship
  - 2 fois Open the Triangle Gate Championship avec Flamita (1) et U-T (1)
  - 1 fois Provisional Open the Twin Gate Championship
  - Open The Triangle Gate Championship Next Challenger Team One Night Tournament (2013) avec Flamita
  - Summer Adventure Tag League (2013)
  - Early Christmas Tag Team Tournament (2017)